# Акутни некомпликовани циститис
Акутни некомпликовани циститис једна је од најчешћих бактеријских инфекција мокраћних путева код жена у сексуално активном периоду живота или у менопаузи. Сматра се да половина свих жена,  због краће мокраћне цеви, доживи барем једну инфекцију мокраћних путева у свом животу,  као део инфекције уринарног тракта. Уобичајен је и код мушкараца у детињству и код старијих мушкараца где увећана простата може изазвати задржавање мокраће у мокраћној бешици.  
Идентификатори акутног некомпликованог циститиса су учесталост и дисурија код имунокомпетентне жене у репродуктивном добу која нема коморбидитете или уролошке абнормалности. 
Физички преглед је обично нормалан или позитиван на супрапубичну осетљивост. На акутни пијелонефритис треба посумњати ако је пацијент лошег изгледа и осећа се непријатно, посебно ако истовремено има грозницу, тахикардију или осетљивост костовертебралног угла. У постављању дијагнозе препоручује се анализа мокраће, али не и уринокултура.
Смернице уролога препоручују три опције за лечење прве линије акутног некомпликованог циститиса: фосфомицин, нитрофурантоин и триметоприм/сулфаметоксазол (у регионима у којима преваленција Escherichia coliне прелази 20%).
Иако се акутни некомпликовани циститис не може сматрати озбиљним стањем, квалитет живота пацијената је често значајно нарушен. 

## Релевантна анатомија и физиологија
Мокраћна бешика  непаран је кесасти орган, односно проширени део мокраћних путева, који служи као привремени резервоар мокраће. Смештена је у субперитонеалном простору карличне дупље, иза препонске симфизе и испред чмарног црева код мушкарца, односно материце код жене. Унутрашња површина органа је обложена слузокожом, која гради велики број несталних набора.
Мокраћа, излучена у бубрезима, скупља се у бешику због дренаже из два уретера, пре него што се одлаже мокрењем (микцијом). Мокраћа напушта бешику преко уретре, једне мишићне цеви која се завршава отвором који се назива уринарни отвор, где излази из тела. 
Мокрење је акт координиран променама мишића које укључују рефлекс који потиче из кичми, са важним инпутима из мозга. Током мокрења, мишић детрузора се скупља, а спољашњи уринарни сфинктер и мишићи перинеума се опуштају, омогућавајући мокраћи да прође кроз мокраћну цев и изађе из тела.

## Епидемиологија
Акутни некомпликовани циститис доводи до процењених шест дана нелагодности што отприлике резултује бројком од 7 милиона посета урологу годишње, што је повезано са трошковима од 1,6 милијарди долара.  У једној студији на женама са акутним некомпликованим циститисом, скоро половина учесника је изјавила да су због њихових симптома пропуштали посао или школу.  Поред тога, до једне половине оних са акутним некомпликованим циститисом такође је изјавило да избегавају сексуалну активност у просеку недељу дана.

## Етиопатогенеза
Међу најчешћим узрочницима акутног некомпликовани циститиса спадају:
- Escherichia coli (86%),
- Staphylococcus saprophyticus (4%),
- Klebsiella species (3%),
- Proteus species  (3%),
- Enterobacter species (1,4%),
- Citrobacter species (0,8%),
- Enterococcus species (0,5%).

## Клиничка слика
Најчешће се манифестује учесталим нагонима на мокрење, пецкањем, болом у пројекцији мокраћне бешике и мокрачне цеви или на крају акта мокрења. Понекад се може јавити хематурија. 

## Дијагноза
За постављање дијагнозе довољан је разговор са пацијенткињом, физикални преглед и целокупни преглед мокраће, док се узимање узорка урина за уринокултуру саветује код трудница, нетипичних симптома или код пацијенткиња код којих иницијална, емпиријска терапија није резултовала престанком симптома доњих мокрачних путева.
На прегледу мокраће види се повећан број леукоцита, а могу да буду присутни нитрити или протеини у већој концентрацији од физиолошких вредности.
Понекад је присутна микроскопска или макроскопска хематурија.
Физикални налаз је најчешће уредан или се верификује болна осетљивост при дубокој палпацији, супрапубично. 
Код младих жена, без коморбидитета и без интензивнијих симптома доњих мокрачних путева, које немају честе мокраћне инфекције, није неопходно урадити ехосонографију уротракта.

## Терапија
Терапијске опције за лечење некомпликованог циститиса по препорукама Европског удружења уролога подразумевају примену фосфомицина у дози од 3 грама у једнократној дози, пред спавање након пражњења мокраћне бешике или нитрофурантоина у дози од 100 mg, 2 пута дневно у трајању од 1 до 5 дана.
Као друга линија терапије индикована је примена триметоприм/сулфаметоксазола у трајању од 5 дана. 
Аминопеницилини самостално или у комбинацији са инхибиторима бета лактамазе више не спадају у прве линије терапијских опција и користе се само у селектованим случајевима. Бета-лактамски антибиотици се не препоручују као терапија прве линије за акутни некомпликовани циститис због широко распрострањене стопе резистенције Escherichia coli изнад 20%.
У трудноћи се саветује употреба пеницилинских и цефалоспоринских антибиотика, фосфомицина и нитрофурантоина (осим у последњем триместру трудноће и код особа са дефицтом глукоза-6-фосфат дехидрогеназе). Фосфомицин и нитрофурантоин су задржали високе стопе ин витро активности у већини области света.
Употреба флуорохинолона је веома селективна у случајевима некомпликованог циститиса код жена, али се ова група лекова може употребити код пацијената мушког пола, као и триметопримсулфаметоксазол у пролонгираној терапији. Флуорохинолони су контраиндиковани у гравидитету и у педијатријској популацији. Отпорност на флуорохинолоне обично је испод 10% у Северној Америци и Европи, али са трендом повећања отпорности у последњих неколико година.  Да би се очувала ефикасност флуорокинолона, они се не препоручују као опција првог нивоа.   
Код мушкараца циститис се најчешће јавља заједно са запаљењем простате, због чега се лечи по правилима за лечење компликованих мокраћних инфекција, пролонгираном антибиотском терапијом.